# Dealflow
Als Dealflow werden in der Wirtschaft die Investitionsvorschläge bezeichnet, die Verwaltern von Risikokapital (also Investmentbankern, Venture Capital Gesellschaften bzw. Kapitalgesellschaften oder Crowdinvestoren) angeboten werden. Der Begriff stammt aus dem Englischen und wird üblicherweise mit „Handelsfluss“ übersetzt.